# Tomasz Parzy
Tomasz Parzy (ur. 17 grudnia 1979 w Lesznie) – polski piłkarz występujący na pozycji pomocnika.
Tomasz Parzy jest wychowankiem klubu Kłos Garzyn, w którym grał do 1994 roku, kiedy to przeszedł (via Polonia Leszno) do Kani Gostyń. Przez 9 lat grał na boiskach 2 i 3 ligi. Był przez długi czas (1996–2002) zawodnikiem Warty Poznań, wypożyczano go również na jedną rundę do Obry Kościan (1999) i Zawiszy Bydgoszcz (2000).
Na wiosnę sezonu 2002/2003 trafił do drugoligowej Ceramiki/Stasiaka Opoczno, kierowanej przez Mirosława Stasiaka. Tam grał zaledwie jedną rundę, gdyż przeszedł do nowo tworzonej przez Antoniego Ptaka drużyny Pogoni Szczecin. Z Pogonią awansował do ekstraklasy w sezonie 2003/2004, będąc jednym z najlepszych zawodników drużyny jeszcze w II lidze.
Zawodnik zadebiutował w I lidze 20 sierpnia 2004 r. w meczu z Lechem Poznań, w którym strzelił jedną z bramek. 11 lipca 2006 rozwiązał kontrakt z klubem. Następnie występował w Arce Gdynia i Wiśle Płock, gdzie jednak głównie leczył kontuzje.
Od rundy jesiennej sezonu 2008/2009 ponownie był piłkarzem Pogoni Szczecin, występującej w rozgrywkach I ligi.